# Solares UV-Messnetz
Das deutsche solare UV-Messnetz, manchmal auch solares UV-Monitoring-Messnetz (sUVMoNet), ist ein Messverbund aus 27 Messstationen mit dem Ziel, flächendeckend die solare UV-Strahlung in Deutschland zu erfassen. Die Messnetzzentrale befindet sich in Neuherberg bei München und verantwortet die Qualitätssicherung.
Aufgebaut wurde das Messnetz 1993 durch das Bundesamt für Strahlenschutz und das Umweltbundesamt.

## Aufgabe
Die am Erdboden erfassbare UV-Strahlung der Sonne wird in einem Wellenlängenbereich von 290 bis 450 nm gemessen und veröffentlicht. Ähnlich einem Wetterbericht wird eine Dreitagesprognose über die UV-Strahlenbelastung erstellt.

## Österreich
Das UV-Messnetz Österreich umfasst 12 Messstationen mit Breitbanddetektoren zur Messung des UV-Index. Die Messnetzzentrale befindet sich in Innsbruck am Institut für Biomedizinische Physik der Medizinischen Universität. 